# Team Fortress Classic
Team Fortress Classic (TFC чи TF 1.5) — багатокористувальницька відеогра розроблена компанію Valve Corporation. Була видана 7 квітня 1999 року для платформи Windows, як безкоштовне доповнення до гри Half-Life. У 2003 році вийшла відокремлена версія гри у системі онлайн розповсюдження Steam.
Модифікацію портували в Half-Life розробники оригінальної модифікації Team Fortress для гри Quake за сприяння Valve Software.

## Геймплей
Гравець може грати за дев'ять різних персонажів та використовувати різноманітні сценарії гри, такі як захоплення прапора, супроводження VIP персони, контроль певної території. У червні 2000 року гра була суттєво перероблена: до неї додали нові ігрові режими та нових персонажів. Станом на 2008 рік Team Fortress входила до десятки найпопулярніших доповнень до Half-Life.
У грі присутні 2 команди — Сині та Червоні (англ. Blue & Red). Причини битв між цими командами невідомі, як і особи учасників. У кожній команді 9 класів.

## Режими гри

### Офіційні
1. Захоплення прапора (англ. Capture The Flag). У цій ситуації гравцям потрібно пробратися на базу супротивника, забрати ворожий прапор і принести його на свою базу.
2. Контроль територій (англ. Command Points Control). Карта поділена на території. Кожній команді необхідно взяти свій прапор та принести на ворожу чи не захоплену територію.
3. Супровід (англ. VIP Escort/Assasiantion). У цьому режимі команда охоронців повинна довести цивільного (10 клас) до кінцевої точки, не давши команді снайперів його вбити.
4. Футбол (англ. Soccer). У цьому режимі беруть участь 2 команди, без класів Шпигун та Інженер і з відсутністю гранат. Суть режиму полягає в тому, щоб захопити м'яч і віднести його на ворожу базу. Щоб відібрати м'яч у гравця, який його несе, достатньо його вбити.
5. Захоплення контрольних пунктів (англ. Control Points). З початку гри на карті присутні нейтральні контрольні пункти. Завдання обох команд у тому, щоб якнайшвидше захопити всі нейтральні пункти та дійти до бази та захопити її. Якщо гравці перебувають на щойно захопленому ворогом пункті, пункт для захоплення буде доступний через півхвилини. Також якщо вони перебувають на нейтральному/захопленому пункті, і якщо попередній пункт буде захоплений ворогом, то вони не зможуть захопити цей пункт, поки не відвоюють попередній.
6. Атака/оборона (англ. Attack/Defend). На картах режиму атака/оборона обидві команди виконують різні ролі. Сині повинні захоплювати контрольні пункти Червоних, використовуючи свій прапор. Червоні повинні обороняти ці пункти. Після закінчення часу, якщо всі точки не будуть захоплені Синіми, виграють Червоні.
7. Захоплення чіп-карти (англ. Capture The Key). Це суміш і основного захоплення прапора, і зворотного. На ворожій базі потрібно забрати ключ і віднести на пункт захоплення. На карті Rock2 — ключ знаходиться в Warden's Office, а пункт захоплення — навпаки, у Gas Chamber.

### Неофіційні
1. Модифіковане захоплення прапора (англ. Shut Down). Для забезпечення доступу до прапора противника необхідно натиснути кнопку, яка, так само як і прапор, знаходиться на ворожій базі. Ця модифікація вносить різноманітність в геймплей - в атаці натиснути кнопку може 1 гравець, а взяти прапор інший і в захисті є можливість охороняти не тільки прапор, але і кнопку.
2. Утримання м'яча (англ. Murderball). З 4 сторін розташовуються бази - синя, червона, жовта і зелена. У центрі поля - м'яч. Гравцю з кожної команди необхідно взяти м'яч і утримувати його (не померти) якомога довше - за це команді та її гравцям нараховуються бонусні очки. На модифікованій під Team Fortress Classic карті crossfire очки гравцям не нараховуються. Гравець, що підібрав м'яч у бонус, отримує Quad Damage (збільшена в кілька разів забійність), але його швидкість пересування зменшується в 2 рази. З м'ячем не можна відновлювати здоров'я та броню, підібравши портфель із боєприпасами, як це можливо без м'яча. У цьому випадку слід мати Медиків та Інженерів у команді або скористатися настінними поповнювачами здоров'я (1 на жовтій базі, 1 біля синьої, 4 у бункері) та броні (2 зарядники знаходяться у зеленій базі). Гравець, який узяв м'яч, не може поповнити броню за допомогою бронежилета - тільки за допомогою Інженера або роздавача.
3. Проходження (англ. Escape). Карти для проходження з індивідуальним геймплеєм. Кооперативний режим. Прототип Sven Co-op.
4. Тренування навички (англ. Skill). Потрібно виконувати різні ігрові прийоми різної складності. Найбільш популярні режими цього режиму - rocket jump, conc jump, pipe jump, strafe jump (climb & bhop[6]).

## Класи
У грі є 10 класів, 9 з яких доступні в більшості режимів гри. Гра за кожен клас суттєво відрізняється, для успішної гри потрібно знати тактику та стратегію гри за кожен клас. Різні класи повинні вміти взаємодіяти між собою.
| Клас                                 | Основна зброя                                  | Додаткова зброя                                 | Зброя ближнього бою    | Гранати                              | Здоров'я | Броня          | Швидкість   | Особливості |
| ------------------------------------ | ---------------------------------------------- | ----------------------------------------------- | ---------------------- | ------------------------------------ | -------- | -------------- | ----------- | --- |
| Розвідник (англ. Scout)              | Цвяхомет                                       | Дробовик                                        | Лом                    | Шипи, приголомшлива граната          | 75       | 50 (легка)     | Дуже висока | Зняття маскування Шпигуна, відключення вибухового пакета Підривника. |
| Снайпер (англ. Sniper)               | Снайперська гвинтівка (з автоматичним режимом) | Цвяхомет                                        | Лом                    | Ручна граната                        | 90       | 50 (легка)     | Середня     | Вбиває противників одним пострілом у голову використовуючи снайперську гвинтівку.                                                                                         |
| Солдат (англ. Soldier)               | РПГ                                            | Двоствольна рушниця                             | Стаціонарний гвоздомет | Ручна граната, стаціонарний цвяхомет | 100      | 200            | Низька      | Достатньо 1-3 пострілу РПГ у противника або в поверхню біля нього (частіше підлогу або стіну) щоб його вбити.                                                             |
| Підривник (англ. Demoman)            | Гранатомет з таймером                          | Гранатомет з дистанційним керуванням, рушниця   | Лом                    | Ручна MIRV                           | 90       | 120 (звичайна) | Середня     | Встановлює вибухові пакети на 5, 20 або 50 секунд. |
| Медик (англ. Medic)                  | Покращений цвяхомет                            | Двоствольна рушниця                             | Аптечка                | Ручна приголомшлива                  | 90       | 100 (звичайна) | Висока      | Лікує товаришів по команді та інфікує ворогів аптечкою. Регенерує власне здоров'я.                                                                                        |
| Кулеметчик (англ. Heavy Weapons Guy) | Шестиствольний кулемет                         | Двоствольна рушниця                             | Лом                    | Ручна MIRV                           | 100      | 300            | Дуже низька | Дуже слабко відлітає від вибуху. |
| Підпалювач (англ. Pyro)              | Вогнемет                                       | Ракетниця із запалювальними патронами, дробовик | Лом                    | Ручна напалмова                      | 100      | 150 (звичайна) | Середня     | Не може бути підпаленим. |
| Шпигун (англ. Spy)                   | Пістолет з транквілізатором                    | Двоствольна рушниця, що швидко перезаряджається | Ніж                    | Ручна галюциногенна                  | 90       | 100 (легка)    | Середня     | Маскується в будь-який клас будь-якої команди. Імітує смерть. Знімає маскування ворожого Шпигуна. Вбиває ножем з одного удару ззаду.                                      |
| Інженер (англ. Engineer)             | Променевий пістолет                            | Двоствольна рушниця                             | Гайковий ключ          | Ручна електромагнітна                | 80       | 50 (звичайна)  | Середня     | Будує стаціонарні кулемети, роздавачі та телепорти. Модернізує кулемети інших інженерів і лагодить всі інші будівлі своєї команди. Відновлює броню товаришів за командою. |
| Цивільний (англ. Civilian)           | —                                              | —                                               | Парасолька             | —                                    | 50       | —              | Середня     | Доступний лише у режимі Супроводу, Проходження та Тренування навички. |